# Wood Lane (stanice metra v Londýně)
Wood Lane je stanice metra v Londýně, otevřená 12. října 2008. Stanice byla navržena architektonickým studiem Ian Ritchie. Autobusové spojení zajišťují blízké stanice White City a Ariel Way White City. 300 metrů severně je stanice Central Line White City. Stanice se nachází v přepravní zóně 2 a leží na linkách:
- Circle Line a Hammersmith & City Line mezi stanicemi Latimer Road a Shepherd's Bush Market.

V letech 1920-1959 stanice ležela na lince Metropolitan Line.
| Rok  | Počet cestujících |
| ---- | ----------------- |
| 2011 | 3,44 mil          |
| 2012 | 3,65 mil          |
| 2013 | 3,44 mil          |
| 2014 | 3,98 mil          |